# Guatteria ramiflora
Guatteria ramiflora är en kirimojaväxtart som först beskrevs av D. R. Simpson, och fick sitt nu gällande namn av Erkens och Paulus Johannes Maria Maas. Guatteria ramiflora ingår i släktet Guatteria och familjen kirimojaväxter. Inga underarter finns listade i Catalogue of Life.